# Georgij Gabulov
Georgij Borisovič Gabulov (in russo Гео́ргий Бори́сович Габу́лов?; Mozdok, 4 settembre 1988) è un ex calciatore russo, di ruolo centrocampista.

## Biografia
È il fratello minore di Vladimir Gabulov, anch'egli calciatore.

## Palmarès

### Club

#### Competizioni nazionali
- Coppa di Russia: 1

Lokomotiv Mosca: 2006-2007